# 中島駅 (咸鏡北道)
中島駅（チュンドえき、朝鮮語: 중도역）は、朝鮮民主主義人民共和国咸鏡北道会寧市にある、朝鮮民主主義人民共和国鉄道省咸北線の鉄道駅である。

## 歴史
- 1917年11月25日：開業[1]。